# Преследования христиан в Римской империи

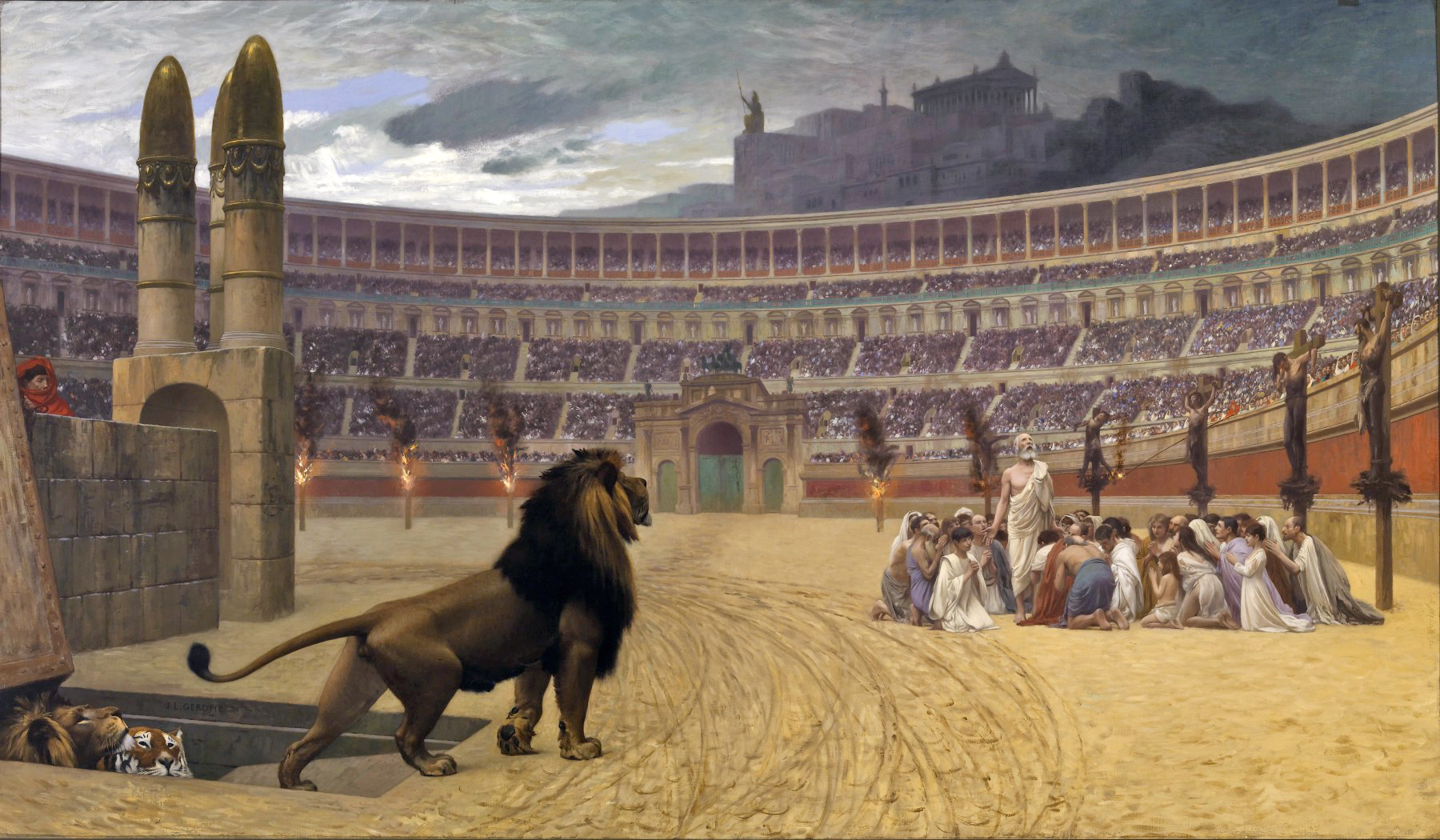
«Последняя молитва христианских мучеников» Ж. Л. Жером (1883)

Преследования христиан в Римской империи начались в I веке н. э. c описанных в Новом Завете гонений от иудеев и продолжались с разной интенсивностью до 313 года, когда императором Константином Великим был издан Миланский эдикт и положение христиан стало легальным. Гонения, однако, возобновлялись при соправителе Константина Лицинии в 320—324 годах и при Юлиане Отступнике в 361—363 годах.
Гонения оказали сильное влияние на развитие христианства, определив выбор канонических евангелий, оказав влияние на богословие и организационную структуру Церкви. Среди прочего, гонения сформировали традицию почитания святых и мучеников, способствовали быстрому распространению новой религии, появлению апологетической литературы.
После осуждения арианства на Никейском соборе в 325 году и объявления в 380 году христианства государственной религией Римской империи, преследования приняли форму наказания последователей христианских учений, признанных еретическими.

## История
От своего возникновения до легализации при Константине христианство не имело официального статуса в Римской империи. В первые два столетия христианство и его последователи были подозрительны для большей части населения империи. Их считали членами некоего «секретного общества», которые общаются с помощью тайных знаков и избегают приличного общества, поэтому в начале против христиан имели место общественная враждебность и гнев толпы, а не официальные действия. Первая известная попытка сформулировать официальную позицию была предпринята императорским легатом в провинции Вифиния и Понт Плинием Младшим, который в своём письме Траяну сообщил о том, что он получил большое количество анонимных доносов на христиан, и просил совета, поскольку полагал дело серьёзным. Ответ императора, фактически — официальный документ, рескрипт, сводящийся к тому, что не следует специально выискивать христиан, а если они будут изобличены и откажутся от своей веры, то их следует отпустить, подтверждённый Адрианом в 125 году, задал направление имперской политики в отношении христиан на ближайшие десятилетия. Однако практическим следствием рескрипта Траяна было то, что выявленных, сознавшихся и неотрёкшихся христиан подвергали пыткам и казням, как это было в 177 году в Лионе и Вьене, когда вмешательство гражданских властей помешало толпе горожан вытащить христиан из их домов и забить до смерти. Обратившийся за решением императора проконсул получил от правившего в то время Марка Аврелия следующее решение — твёрдых в христианстве казнить, римских граждан мечом, прочих зверями, отступников отпустить.
Первоначальными убежищами первых христиан служили римские катакомбы. Они представляли собой узкие подземные ходы, точное происхождение которых не установлено, но существует предположение, что это были каменоломни, в которых римляне добывали многочисленные ресурсы для построек. Позднее появилось мнение, что на самом деле это были кладбища. Расширяясь всё больше и больше, катакомбы превратились в сеть коридоров и залов протяжённостью в восемьсот шестьдесят километров. Число захороненных там людей не поддаётся подсчёту.
Напротив имя факции должно давать тем, которые сговариваются ненавидеть людей добрых и честных, которые единогласно требуют крови людей невинных, прикрываясь для оправдания своей ненависти тем ложным мнением, что они, христиане, виновники всякого общественного бедствия, всякого народного несчастия. Если Тибр вошёл в стены, если Нил не разлился по полям, если небо не дало дождя, если произошло землетрясение, если случился голод или эпидемия; то тотчас кричат: христиан ко льву.
Для последователей традиционных римских культов христиане были слишком странны — не совсем варвары и не вполне римляне. Их религиозные практики являлись вызовом для традиционных устоев. Христиане отказывались отмечать народные праздники, участвовать в мероприятиях императорского культа и публично критиковали древние обычаи. Иустин Философ сообщает о муже-язычнике, донёсшем на жену-христианку, Тертуллиан о детях, лишённых наследства после обращения в христианство. Традиционная римская религия была неразрывно связана с римским обществом, а христиане отвергали и то, и другое. По мнению Тацита, этим они выказывали «ненависть к роду людскому». Распространены были представления о христианах как о занимающихся чёрной магией (лат. maleficus) для достижения своих целей, а также практикующих инцест, который связывался с понятием «братья и сёстры» и каннибализм, связываемый с Таинством Евхаристии.
Тем не менее, в первые два века христианской истории законов против христиан не принималось, а преследования проводились лишь по инициативе местных властей. Так было в 111 году в Вифинии-Понте при Плинии Младшем, в Смирне в 156 году — мученичество Поликарпа Смирнского, первое, о котором есть относительно достоверные сведения, Сцилле близ Карфагена в 180 году по приказу проконсула и т. д. Когда император Нерон казнил христиан после пожара 64 года, это было исключительно местным делом, не выходящим за границы Рима. Эти ранние преследования были хотя и жестокими, но спорадическими, короткими, локальными, не представлявшими угрозы для христианской общины в целом, но, тем не менее, глубоко повлиявшими на мироощущение ранних христиан.
К III веку ситуация изменилась. Императоры и региональные чиновники стали активно и по собственной инициативе преследовать христиан. Те, в свою очередь, тоже изменились, среди них появились состоятельные и знатные граждане империи. Ориген, писавший об этом в 248 году, отмечал, что «в настоящее время, при значительном количестве вступающих в христианство, можно указать людей богатых, даже несколько высокопоставленных мужей, женщин, известных своей изысканностью и благородством». Одним из первых законов против христиан стал изданный в 202 году, как об этом сообщает «История августов», Септимием Севером указ, запрещающий обращение в иудаизм или христианство. После затишья, продолжавшегося до убийства императора Александра Севера, целью Максимина (235—238) стали христианские лидеры, Деций (249—251) требовал всеобщего и явного отправления языческих обрядов. Христиане упорствовали в своём нежелании приносить императору присягу, в результате чего их лидеры подвергались пыткам и казням, как, например, в случае с епископом Рима Фабианом и епископом Антиохии Вавилой. Страдали и простые верующие, как, например, Пионий из Смирны и множество других, замученных при Деции.
Гонения при Деции стали тяжёлым ударом для церкви. В Карфагене и Александрии происходили массовые отречения, а в Смирне к этому призывал местный епископ Евктемон. Поскольку церковь была преимущественно городской, было несложно выявить и уничтожить её иерархию. Эдикты Деция не сохранились и об их смысле можно судить только по косвенной информации. Предполагается, что они были направлены против высшего духовенства и предписывали произвести всеобщее жертвоприношение. Первый эдикт Валериана, изданный в 257 году, предписывал клирикам совершить жертвоприношение римским богам, за отказ полагалась ссылка. Кроме того, под угрозой смертной казни было запрещено совершать богослужения и посещать места захоронений. К периоду действия первого эдикта относится мученичество папы Стефана I, казнённого в 257 году. В следующем году был принят более суровый закон, согласно которому духовных лиц за отказ повиноваться полагалось казнить, знатных мирян сенаторского и всаднического сословия — лишать достоинства и подвергать конфискации имущества, в случае упорства — казнить, их жён лишать имущества и ссылать, лиц, состоявших на императорской службе, — лишать имущества и осуждать на принудительные работы в дворцовых имениях. В июне 251 года Деций погиб в битве, не доведя этот процесс до конца. В течение последующих шести лет преследований не было, что дало возможность церкви восстановиться. В 253 году престол занял друг Деция, Валериан, в начале производивший на современников впечатление друга христиан, несмотря на то, что в 254 году был подвергнут пыткам и вскоре умер теолог Ориген. Однако в 257 году он издал эдикт, осуждавший христиан на изгнание и каторжные работы, а затем ещё один, устанавливающий для них в качестве наказания смертную казнь. Однако пленение и гибель императора в 260 году приостановили гонения, а сын и преемник Валериана, Галлиен (260—268), установил «мир всех церквей», продолжавшийся до правления Диоклетиана.

## Периодизация
Христианская традиция, впервые зафиксированная Лактанцием в его трактате «О смертях преследователей», выделяет 10 гонений:
1. Нероновское гонение, начавшееся после Великого пожара в Риме в 64 году;
2. При Домициане в 81 году;
3. При Траяне в 99 году, о которых нам известно[англ.] из писем Плиния Младшего;
4. При Марке Аврелии в 168 году;
5. При Септимии Севере в 192 году;
6. При Максимине в 235 году;
7. Гонения на христиан при Деции в 250 году;
8. При Валериане в 257 году;
9. При Аврелиане в 272 году;
10. Великое гонение Диоклетиана и Галерия с 303 по 313 год.

## Причины гонений

### Апологетическая традиция
Русский историк церкви А. П. Лебедев, основываясь преимущественно на трудах христианских апологетов, указывает три причины гонений на христиан в Римской империи:
- Государственные, в силу того, что «установившемуся веками взгляду языческой государственной власти касательно безусловного господства её во всех сферах человеческой деятельности противопоставлен был от христианства взгляд, в силу которого из-под эгиды этой власти отторгалась целая область человеческой деятельности — область религиозной жизни человека»[27].
- Религиозные, поскольку римское государство не могло допустить свободного распространения культа, отрицавшего одновременное соблюдение лат. ceremoniae Romanae, т.е. обрядов римского культа, что являлось необходимым условием признания иноземных верований[28]. Также государство стремилось предохранить от порчи древние нравы. При этом, отмечает Лебедев, римское государство было чрезвычайно терпимо к самым экзотическим культам, объявляя их лат. religiones licitae, при условии, что они были традиционными религиями соответствующих народов[29].
- Общественные, поскольку христиане не считали для себя обязательным исполнять все те обязанности, которые предполагались обязательными в Римской империи. По словам Тертуллиана, «язычники и христиане чужды друг другу во всём»[30].

### Альтернативный взгляд
Анализируя, «какое новое преступление совершили христиане, какая новая обида могла раздражить кроткое равнодушие древних и какие новые мотивы могли заставить римских монархов, всегда равнодушно относившихся к множеству религиозных форм …, подвергать строгим наказаниям тех из их подданных, которые приняли форму верования и культа, хотя и странную, но безобидную», Э. Гиббон прежде всего отмечал, что основным мотивом могла быть нетипичная для античного мира претензия на исключительное обладание религиозным знанием. Однако, поскольку аналогичный взгляд был свойственен и иудеям, английский историк уточнил далее, что существенным отличием было то, что иудеи были нация, а христиане секта, что, согласно римским представлениям, давало первым право держаться своего культа.
Из современных исследователей точку зрения о том, что основной причиной гонений была нетерпимость христиан, разделял Дж. де Сент-Круа.

### Исследования
на английском языке
- Робертсон Дж. К. История христианской церкви / Пер. А. П. Лопухина. — СПб.: Изд-во И. Л. Тузова, 1890. — Т. 1. От апостольского века до разделения церквей. — 1083 с.
- Clark G. Christianity and Roman Society. — Cambridge: Cambridge Univercity Press, 2004. — 137 p. — (Key Themes in Ancient History). — ISBN 978-0-511-26440-5.
- Frend W. H. C. Persecutions: genesis and legacy // The Cambridge History of Christianity. — Cambridge: Cambridge Univercity Press, 2008. — Т. I. — ISBN 0 521 -81239 -9.

на русском языке
- Болотов В. В. Лекции по истории древней церкви / Посмертное издание под ред. проф. А. Бриллиантова. — СПб., 1910. — Т. II. — 474 с.
- Князький И. О. Император Диоклетиан и закат античного мира. — СПб.: Алетейя, 2010. — 144 с. — (Античная библиотека. Исследования). — ISBN 978-5-91419-310-9.
- Лебедев А. П. Эпоха гонений на христиан и утверждение христианства в греко-римском мире при Константине Великом. — СПб.: Издательство Олега Абышко, 2006. — 352 с. — (Библиотека христианской мысли. Исследования). — ISBN 5-89740-139-7.
- Цацура Л. И. Христианство и Римская империя во II в. // У. К. Коршук Працы гістарычнага факультэта. БДУ: навук. зб.. — Мінск: БДУ, 2008. — Вып. 3. — С. 220—228.